# 성의 (영화)
성의(The Robe)는 1953년에 만들어진 처음 시네마스코프 영화이다. 헨리 코스터 감독이 제작하고, 리처드 버턴등이 연기하였다.

## 줄거리
AD 33년 마르셀루스 호민관과 그의 노비인 드미트리우스가 예수와 두 강도의 십자가에서의 처형을 경험하는 이야기에서 시작된다.

## 출연

### 주연
- 리처드 버턴
- 진 시먼스
- 빅터 머추어
- 마이클 레니

## 한국판 성우진

### MBC (1988년 12월 24일)
- 박일 - 마르셀루스 호민관(리처드 버턴)
- 박소현 - 다이아나(진 시먼스)
- 김기현 - 드미트리우스(빅터 머추어)

### SBS (1997년 12월 25일)
- 양지운 - 마르셀루스 호민관(리처드 버턴)
- 송도영 - 다이아나(진 시먼스)
- 이정구 - 드미트리우스(빅터 머추어)
- 황일청 - 베드로(마이클 레니)
- 김정희
- 장정진